# Гребля Хадіта
Гребля Хадіта (араб. سد حديثة) або гребля Аль-Кадісія — земляна гребля на Євфраті , на північ від міста Хадіта, Ірак, створює водосховище Кадісія (Buhayrat al-Qadisiyyah). Гребля має трохи більше 9 км завдовжки і 57 м заввишки. Мета греблі — виробництво гідроелектроенергії, регулювання стоку Євфрату і меліорація. Це друга за величиною гідроелектростанція в Іраку після Мосульської греблі.

## Історія проекту
Гребля Хадіта була запроектована в кінці 1960-х, але будівництво не починалося до 1977 року. Земляна гребля Хадіта була розроблена за допомогою радянського Міністерства енергетики, а ГЕС, спроектована і побудована югославськими фірмами (Metalna Марибор ; Litostroj Любляна; Rade Končar Загреб). Гребля була задумана як багатоцільова — виробництво гідроелектроенергії, регулювання стоку Євфрату, меліорація. Будівництво тривало 1977 — 1987 р.. Вартість первинного будівництва греблі Хадіта оцінюється в 830 млн. дол США.

## Характеристики греблі і водосховища
Гребля знаходиться у вузькій ділянці долини Євфрату, де невелика протока відгалужується від основного річища. Ширина основного річища становила 350 м, тоді протока мала 50 м завширшки. ГЕС знаходиться на цій протоці. Гребля Хадіта має 9064 м завдовжки і 57 м заввишки, ГЕС розташовано на 3310 м від південного краю греблі. Гребінь розташована 154 м над рівнем моря і має 20 м завширшки. Загальний обсяг греблі становить 0,03 км³. 
Електростанція складається з шести поворотно-лопатевих гідротурбін,  здатних генерувати 660 МВт. Т
Водосховище Хадіта може мати максимальну ємність 8,3 км³ і максимальну площу 500 км². Фактична ємність, проте 7 км³, при якому розмір площі поверхні становить 415 км².  При максимальній площі, річне випаровування озера оцінюється в 0,6 км³.

## Дивись також
- Каскад ГЕС на Євфраті